# Bathynomus crosnieri
Bathynomus crosnieri is een pissebed uit de familie Cirolanidae. De wetenschappelijke naam van de soort is voor het eerst geldig gepubliceerd in 2006 door Lowry & Dempsey.